# Andrzej Wojdyło
Andrzej Wojdyło (ur. 1955 w Mławie, zm. 17 czerwca 2008 w Płońsku) – polski menedżer, działacz opozycji w okresie PRL, były wojewoda ciechanowski.

## Życiorys
Z wykształcenia historyk (studia ukończył w Wyższej Szkole Pedagogicznej w Olsztynie), pracował jako nauczyciel i dziennikarz w „Słowie Powszechnym”. W 1980 wstąpił do „Solidarności”, był rzecznikiem prasowym związku w Ciechanowie. Po wprowadzeniu stanu wojennego został internowany na prawie cztery tygodnie. W latach 80. pracował w Wojewódzkim Urzędzie Statystycznym (1982–1984) i firmie „Takon” jako jej wicedyrektor (1984–1988). Był założycielem i prezesem Stowarzyszenia Katolickiego „Politicus”. W 1989 należał do twórców lokalnego Komitetu Obywatelskiego. Później związany z Unią Wolności.
W latach 1990–1993 sprawował urząd (pierwszego niekomunistycznego) wojewody ciechanowskiego. Później wycofał się z działalności politycznej. W 1994 został wiceprezesem zarządu Towarzystwa Ubezpieczeń Wzajemnych TUW, a od 1995 do 2008 stał na czele zarządu tej firmy.
Zmarł na skutek obrażeń doznanych w wyniku wypadku drogowego.